# Ondřej Efraim Kubik
Ondra Kubik, rodným jménem Ondřej Efraim Kubík (* 13. července 1989, Brno) je český překladatel a copywriter.

## Život
Narodil se v Brně Žabovřeskách matce Janě Kubíkové (rozené Mičánkové) a otci Oldřichu Kubíkovi. Z matčiny strany je aškenázského původu. Jeho předkové byli zavražděni při holokaustu. Vystudoval soukromou vyšší odbornou školu se zaměřením na ekonomiku a podnikatelskou činnost. Specializuje se na současný marketing.
Je potomkem režiséra, herce, konferenciéra a jednoho ze zakladatelů Slováckého divadla Ludvíka Mičánka.

### Politické postoje
Kubík se ztotožňuje s myšlenkami sionismu a aktivně podporuje konzervativní politiku státu Izrael.

## Dílo (překlady)
Prvním Kubíkovým překladem se stala kniha Ayn Randové Anthem z roku 1938 (česky Chvalozpěv). Děj pojednává o antiutopistické společnosti, ve které neexistuje slovo "já", ale pouze kolektivní myšlení, vedoucí k zániku individualismu. Kniha byla vydána volně ke stažení v elektronických formátech na oficiálních českých stránkách Ayn Randové.
V současnosti se věnuje autorské a komerční tvorbě.